# Rödbrun gärdsmyg
Rödbrun gärdsmyg (Cinnycerthia fulva) är en fågel i familjen gärdsmygar inom ordningen tättingar.

## Utbredning och systematik
Rödbrun gärdsmyg delas in i tre underarter:
- C. f. fitzpatricki – förekommer i östra Peru (Cordillera Vilcabamba i Cusco)
- C. f. fulva – förekommer i östra Anderna i centrala Peru (södra Cusco)
- C. f. gravesi – förekommer i Anderna från södra Peru (Puno) till norra Bolivia (Cochabamba och La Paz)

## Status
IUCN kategoriserar arten som livskraftig.